# Mealy Mountains
De Mealy Mountains zijn een gebergte op het oostelijke deel van het Canadese schiereiland Labrador. Het tot de provincie Newfoundland en Labrador behorende gebergte is voor een groot deel beschermd door het Mealy Mountains National Park Reserve. Het hoogste punt van de bergketen reikt 1.180 meter boven zeeniveau.

## Geografie
Het gebergte ligt in het zuidoosten van de regio Labrador, ten zuiden van het enorme estuarium Lake Melville. 
De Mealy Mountains vormen het brongebied voor verschillende rivieren, waaronder de Eagle River en de North River. De rivier de Kenamu stroomt langs de westrand van het gebergte en wordt aangevuld door verschillende rivieren die de westelijke uitlopers ervan draineren (waaronder de Little Drunken River en de Utshashumeku-shipiss).
De Mealy Mountains tellen honderden meren, waaronder het centraal gelegen Memekueshu-nipi en de in de zuidelijke uitlopers gelegen meren Iatuekupau en Kaku-nipi.